# Резолюции Совета Безопасности ООН 1201—1300
Это список резолюций Совета Безопасности ООН с 1201 по 1300, принятых в период с 15 октября 1998 г. по 31 мая 2000 г.
| Резолюция | Дата             | Голосование                                                            | Вопрос |
| --------- | ---------------- | ---------------------------------------------------------------------- | --- |
| 1201      | 15 октября 1998  | 15–0–0                                                                 | Расширяет и продлевает мандат Миссии ООН в Центральноафриканской Республике                                        |
| 1202      | 15 октября 1998  | 15–0–0                                                                 | Продлён мандат Миссии наблюдателей ООН в Анголе                                                                    |
| 1203      | 24 октября 1998  | 13–0–2 (воздержались: Китай, Россия)                                   | Выполнение резолюции 1199 по Косово                                                                                |
| 1204      | 30 октября 1998  | 15–0–0                                                                 | Продлевает мандат Миссии ООН по проведению референдума в Западной Сахаре                                           |
| 1205      | 5 ноября 1998    | 15–0–0                                                                 | Осуждает Ирак и требует соблюдения предыдущих резолюций, касающихся его программы вооружений                       |
| 1206      | 12 ноября 1998   | 15–0–0                                                                 | Продлён мандат Миссии наблюдателей ООН в Таджикистане                                                              |
| 1207      | 17 ноября 1998   | 14–0–1 (воздержался: Китай)                                            | Неисполнение Союзной Республикой Югославия ордеров на арест, выданных Международным трибуналом по бывшей Югославии |
| 1208      | 19 ноября 1998   | 15–0–0                                                                 | Гуманитарная ситуация и лагеря беженцев в Африке                                                                   |
| 1209      | 19 ноября 1998   | 15–0–0                                                                 | Незаконные потоки оружия в Африку и внутри неё                                                                     |
| 1210      | 24 ноября 1998   | 15–0–0                                                                 | Продлевает иракскую программу «Нефть в обмен на продовольствие»                                                    |
| 1211      | 25 ноября 1998   | 15–0–0                                                                 | Продлевает мандат Сил ООН по наблюдению за разъединением                                                           |
| 1212      | 25 ноября 1998   | 13–0–2 (воздержались: Китай, Россия)                                   | Продлевает мандат Гражданской полицейской миссии ООН на Гаити                                                      |
| 1213      | 3 декабря 1998   | 15–0–0                                                                 | Продлевает мандат Миссии наблюдателей ООН в Анголе в последний раз                                                 |
| 1214      | 8 декабря 1998   | 15–0–0                                                                 | Гражданская война в Афганистане                                                                                    |
| 1215      | 17 декабря 1998  | 15–0–0                                                                 | Продлевает мандат Миссии ООН по проведению референдума в Западной Сахаре                                           |
| 1216      | 21 декабря 1998  | 15–0–0                                                                 | Гражданская война в Гвинее-Бисау                                                                                   |
| 1217      | 22 декабря 1998  | 15–0–0                                                                 | Продлён мандат Вооружённых сил ООН по поддержанию мира на Кипре                                                    |
| 1218      | 22 декабря 1998  | 15–0–0                                                                 | Прогресс в урегулировании кипрского спора                                                                          |
| 1219      | 31 декабря 1998  | 15–0–0                                                                 | Крушение рейса 806 ООН и исчезновение других самолетов над территорией УНИТА в Анголе                              |
| 1220      | 12 января 1999   | 15–0–0                                                                 | Продлевает мандат Миссии наблюдателей ООН в Сьерра-Леоне                                                           |
| 1221      | 12 января 1999   | 15–0–0                                                                 | Сбитие двух самолетов, принадлежащих ООН, и исчезновение еще одного самолета над территорией УНИТА в Анголе        |
| 1222      | 15 января 1999   | 15–0–0                                                                 | Продлевает мандат Миссии наблюдателей ООН на Превлакском полуострове                                               |
| 1223      | 28 января 1999   | 15–0–0                                                                 | Продлён мандат Временных сил ООН в Ливане                                                                          |
| 1224      | 28 января 1999   | 15–0–0                                                                 | Продлевает мандат Миссии ООН по проведению референдума в Западной Сахаре                                           |
| 1225      | 28 января 1999   | 15–0–0                                                                 | Продлен мандат Миссии ООН по наблюдению в Грузии                                                                   |
| 1226      | 29 января 1999   | 15–0–0                                                                 | Призывает Эритрею согласиться на урегулирование войны с Эфиопией                                                   |
| 1227      | 10 февраля 1999  | 15–0–0                                                                 | Требует прекращения войны между Эритреей и Эфиопией                                                                |
| 1228      | 11 февраля 1999  | 15–0–0                                                                 | Продлевает мандат Миссии ООН по проведению референдума в Западной Сахаре                                           |
| 1229      | 26 февраля 1999  | 15–0–0                                                                 | Истечение срока мандата Миссии наблюдателей ООН в Анголе                                                           |
| 1230      | 26 февраля 1999  | 15–0–0                                                                 | Продлевает мандат Миссии ООН в Центральноафриканской Республике                                                    |
| 1231      | 11 марта 1999    | 15–0–0                                                                 | Продлевает мандат Миссии наблюдателей ООН в Сьерра-Леоне                                                           |
| 1232      | 30 марта 1999    | 15–0–0                                                                 | Продлевает мандат Миссии ООН по проведению референдума в Западной Сахаре                                           |
| 1233      | 6 апреля 1999    | 15–0–0                                                                 | Учреждает Отделение ООН по поддержке миростроительства в Гвинее-Бисау; осуществление Абуджийского соглашения       |
| 1234      | 9 апреля 1999    | 15–0–0                                                                 | Война в Демократической Республике Конго                                                                           |
| 1235      | 30 апреля 1999   | 15–0–0                                                                 | Продлевает мандат Миссии ООН по проведению референдума в Западной Сахаре                                           |
| 1236      | 7 мая 1999       | 15–0–0                                                                 | Приветствует соглашение между Португалией и Индонезией о будущем Восточного Тимора                                 |
| 1237      | 7 мая 1999       | 15–0–0                                                                 | Начинает расследование нарушений санкций против УНИТА в Анголе                                                     |
| 1238      | 14 мая 1999      | 15–0–0                                                                 | Продлевает мандат Миссии ООН по проведению референдума в Западной Сахаре                                           |
| 1239      | 14 мая 1999      | 13–0–2 (воздержались: Китай, Россия)                                   | Призывает к доступу персонала ООН и гуманитарного персонала к перемещённым лицам в Косово и Черногории             |
| 1240      | 15 мая 1999      | 15–0–0                                                                 | Продлён мандат Миссии наблюдателей ООН в Таджикистане                                                              |
| 1241      | 19 мая 1999      | 15–0–0                                                                 | Завершение рассмотрения дел в Международном трибунале по Руанде судьями, срок полномочий которых истекает          |
| 1242      | 21 мая 1999      | 15–0–0                                                                 | Продлевает иракскую программу «Нефть в обмен на продовольствие»                                                    |
| 1243      | 27 мая 1999      | 15–0–0                                                                 | Продлевает мандат Сил ООН по наблюдению за разъединением                                                           |
| 1244      | 10 июня 1999     | 14–0–1 (воздержался: Китай)                                            | Учреждает Миссию ООН в Косове                                                                                      |
| 1245      | 11 июня 1999     | 15–0–0                                                                 | Продлевает мандат Миссии наблюдателей ООН в Сьерра-Леоне                                                           |
| 1246      | 11 июня 1999     | 15–0–0                                                                 | Учреждает Миссию ООН в Восточном Тиморе                                                                            |
| 1247      | 18 июня 1999     | 15–0–0                                                                 | Продлевает мандат Миссии ООН в Боснии и Герцеговине и Сил по стабилизации                                          |
| 1248      | 25 июня 1999     | Принята без голосования                                                | Приём Кирибати в ООН                                                                                               |
| 1249      | 25 июня 1999     | 14–0–1 (воздержался: Китай)                                            | Прием Науру в ООН                                                                                                  |
| 1250      | 29 июня 1999     | 15–0–0                                                                 | Переговоры Генерального секретаря об урегулировании кипрского спора                                                |
| 1251      | 29 июня 1999     | 15–0–0                                                                 | Продлён мандат Вооружённых сил ООН по поддержанию мира на Кипре                                                    |
| 1252      | 15 июля 1999     | 15–0–0                                                                 | Продлевает мандат Миссии наблюдателей ООН на Превлакском полуострове                                               |
| 1253      | 28 июля 1999     | Принята без голосования                                                | Прием Тонги в ООН                                                                                                  |
| 1254      | 30 июля 1999     | 15–0–0                                                                 | Продлён мандат Временных сил ООН в Ливане                                                                          |
| 1255      | 30 июля 1999     | 15–0–0                                                                 | Продлевает мандат Миссии ООН по наблюдению в Грузии; ситуация в Абхазии                                            |
| 1256      | 3 августа 1999   | 15–0–0                                                                 | Назначает Вольфганга Петрича Верховным представителем по Боснии и Герцеговине                                      |
| 1257      | 3 августа 1999   | 15–0–0                                                                 | Продлевает мандат Миссии ООН в Восточном Тиморе                                                                    |
| 1258      | 6 августа 1999   | 15–0–0                                                                 | Направляет военный персонал связи в Демократическую Республику Конго                                               |
| 1259      | 11 августа 1999  | 15–0–0                                                                 | Назначает Карлу дель Понте обвинителем Международного трибунала по бывшей Югославии и Руанде                       |
| 1260      | 20 августа 1999  | 15–0–0                                                                 | Укрепление и расширение Миссии наблюдателей ООН в Сьерра-Леоне                                                     |
| 1261      | 25 августа 1999  | 15–0–0                                                                 | Дети в вооружённом конфликте                                                                                       |
| 1262      | 27 августа 1999  | 15–0–0                                                                 | Продлевает мандат Миссии ООН в Восточном Тиморе                                                                    |
| 1263      | 13 сентября 1999 | 15–0–0                                                                 | Продлевает мандат Миссии ООН по проведению референдума в Западной Сахаре                                           |
| 1264      | 15 сентября 1999 | 15–0–0                                                                 | Создаёт Международные силы в Восточном Тиморе                                                                      |
| 1265      | 17 сентября 1999 | 15–0–0                                                                 | Защита гражданских лиц в вооружённом конфликте                                                                     |
| 1266      | 4 октября 1999   | 15–0–0                                                                 | Разрешает импорт иракской нефти или нефтепродуктов на дополнительную сумму в размере 3,04 млрд долларов США        |
| 1267      | 15 октября 1999  | 15–0–0                                                                 | Санкции против Талибана, Аль-Каиды и Усамы бен Ладена                                                              |
| 1268      | 15 октября 1999  | 15–0–0                                                                 | Основание Отделения ООН в Анголе                                                                                   |
| 1269      | 19 октября 1999  | 15–0–0                                                                 | Международное сотрудничество в борьбе с терроризмом                                                                |
| 1270      | 22 октября 1999  | 15–0–0                                                                 | Учреждает Миссию ООН в Сьерра-Леоне                                                                                |
| 1271      | 22 октября 1999  | 15–0–0                                                                 | Продлевает мандат Миссии ООН в Центральноафриканской Республике                                                    |
| 1272      | 25 октября 1999  | 15–0–0                                                                 | Учреждает Временную администрацию ООН в Восточном Тиморе                                                           |
| 1273      | 5 ноября 1999    | 15–0–0                                                                 | Продлевает мандат военного персонала связи в Демократической Республике Конго                                      |
| 1274      | 12 ноября 1999   | 15–0–0                                                                 | Продлён мандат Миссии наблюдателей ООН в Таджикистане                                                              |
| 1275      | 19 ноября 1999   | 15–0–0                                                                 | Продлевает иракскую программу «Нефть в обмен на продовольствие»                                                    |
| 1276      | 24 ноября 1999   | 15–0–0                                                                 | Продлевает мандат Сил ООН по наблюдению за разъединением                                                           |
| 1277      | 30 ноября 1999   | 14–0–1 (воздержалась: Россия)                                          | Продлевает мандат Гражданской полицейской миссии ООН на Гаити; переход                                             |
| 1278      | 30 ноября 1999   | Принята без голосования                                                | Вакансия и выборы в Международный суд ООН                                                                          |
| 1279      | 30 ноября 1999   | 15–0–0                                                                 | Учреждает Миссию ООН в Демократической Республике Конго                                                            |
| 1280      | 3 декабря 1999   | 11–0–3 (воздержались: Китай, Малайзия, Россия; Франция не участвовала) | Продлевает иракскую программу «Нефть в обмен на продовольствие»                                                    |
| 1281      | 10 декабря 1999  | 15–0–0                                                                 | Продлевает иракскую программу «Нефть в обмен на продовольствие»                                                    |
| 1282      | 14 декабря 1999  | 14–0–1 (воздержалась: Намибия)                                         | Продлевает мандат Миссии ООН по проведению референдума в Западной Сахаре                                           |
| 1283      | 15 декабря 1999  | 15–0–0                                                                 | Продлён мандат Вооружённых сил ООН по поддержанию мира на Кипре                                                    |
| 1284      | 17 декабря 1999  | 11–0–4 (воздержались: Китай, Малайзия, Россия, Франция)                | Учреждает Комиссию ООН по наблюдению, контролю и инспекциям                                                        |
| 1285      | 13 января 2000   | 15–0–0                                                                 | Продлевает мандат Миссии наблюдателей ООН на Превлакском полуострове                                               |
| 1286      | 19 января 2000   | 15–0–0                                                                 | Гражданская война в Бурунди                                                                                        |
| 1287      | 31 января 2000   | 15–0–0                                                                 | Продлён мандат Миссии ООН по наблюдению в Грузии                                                                   |
| 1288      | 31 января 2000   | 15–0–0                                                                 | Продлён мандат Временных сил ООН в Ливане                                                                          |
| 1289      | 7 февраля 2000   | 15–0–0                                                                 | Продлевает и расширяет мандат Миссии ООН в Сьерра-Леоне                                                            |
| 1290      | 17 февраля 2000  | 14–0–1 (воздержался: Китай)                                            | Приём Тувалу в ООН                                                                                                 |
| 1291      | 24 февраля 2000  | 15–0–0                                                                 | Продлевает и расширяет мандат Миссии ООН в Демократической Республике Конго                                        |
| 1292      | 29 февраля 2000  | 15–0–0                                                                 | Продлевает мандат Миссии ООН по проведению референдума в Западной Сахаре                                           |
| 1293      | 31 марта 2000    | 15–0–0                                                                 | Удваивает сумму, которую Ирак может потратить на запчасти и оборудование для нефтяной промышленности               |
| 1294      | 13 апреля 2000   | 15–0–0                                                                 | Продлевает мандат Отделения ООН в Анголе                                                                           |
| 1295      | 18 апреля 2000   | 15–0–0                                                                 | Подтверждает резолюцию 864 и все последующие резолюции по Анголе                                                   |
| 1296      | 19 апреля 2000   | 15–0–0                                                                 | Защита гражданских лиц в вооружённых конфликтах                                                                    |
| 1297      | 12 мая 2000      | 15–0–0                                                                 | Требует прекращения конфликта между Эритреей и Эфиопией                                                            |
| 1298      | 17 мая 2000      | 15–0–0                                                                 | Вводит эмбарго на поставки оружия в Эритрею и Эфиопию                                                              |
| 1299      | 19 мая 2000      | 15–0–0                                                                 | Расширение военного компонента Миссии ООН в Сьерра-Леоне                                                           |
| 1300      | 31 мая 2000      | 15–0–0                                                                 | Продлевает мандат Сил ООН по наблюдению за разъединением                                                           |